# Moliterno
Moliterno è un comune italiano di 3 486 abitanti della provincia di Potenza in Basilicata.

## Storia
La storia vuole che Moliterno sia stata costruita dopo la distruzione e invasione di Grumentum avvenuta ad opera dei saraceni
tra l'872 e il 975. La resistenza dei grumentini sfuggiti al massacro, si raccolse attorno alla torre longobarda.
I longobardi furono il primo popolo straniero che venne a Moliterno.
Moliterno passò poi sotto la dominazione dei normanni che fecero costruire il castello e regnarono dal 1059 al 1186.
Dopo i Normanni Moliterno passò sotto altre dominazioni: gli Svevi prima, poi gli Angioini con i Baroni Brajda dal 1269 al 1477; successivamente gli Aragonesi e Ugone di Brajda cedette il feudo di Moliterno ad Antonio Sanseverino principe di Salerno.
Nel 1928 vi venne aggregato il comune di Sarconi, che recuperò l'autonomia nel 1944.

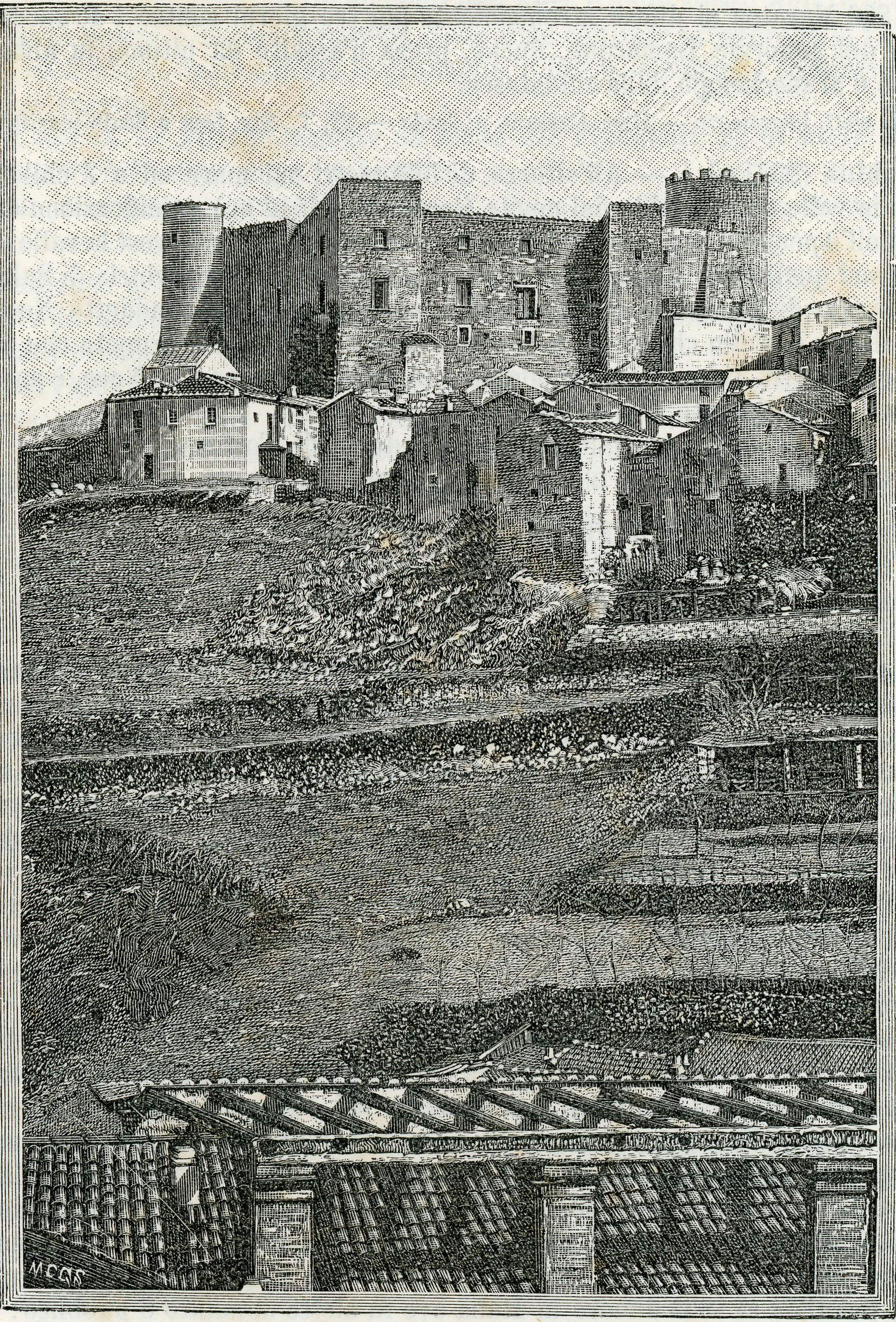
Moliterno: veduta del castello in una stampa di fine Ottocento

## Geografia fisica

### Territorio
Moliterno è situato a 879 m s.l.m.; ad appena 5 km dall'abitato di Moliterno c'è l'oasi naturale del faggeto. Il territorio ha un'altitudine minima di 588 m s.l.m. e una massima di 1.518 (Serra Giumenta, al confine con i comuni di Lagonegro e Lauria).

## Monumenti e luoghi d'interesse

### Architetture religiose

#### Chiese
- Chiesa madre di Santa Maria Assunta, dedicata all'Assunta, fu edificata tra il XII ed il XIII e nel corso dei secoli è stata oggetto di vari lavori di ampliamento e rifacimento: tra le opere più interessanti si trova la tavola cinquecentesca raffigurante San Pietro di Simone da Firenze e il singolare Cenacolo seicentesco di Giovan Francesco Ferro.
- Chiesa del Rosario, la cui struttura originaria risale al 1510, fu ingrandita nel 1616 dai domenicani, dotandola di tre navate con le volte finemente affrescate e gli altari lignei di pregevole fattura.
- Chiesa della Santissima Trinità
- Chiesa di Santa Croce (al suo interno è conservata la tela raffigurante La deposizione, opera attribuita al pittore seicentesco Pietrafesa)
- Chiesa di San Francesco di Paola
- Chiesa dell'Annunziata

#### Cappelle
- Madonna del Carmine
- Chiesa Santa Barbara
- Chiesa di San Rocco
- Cappella dell'Angelo
- Chiesa di San Biagio
- Cappella di Santa Lucia
- Cappella di San Caterina Vergine

#### Cappelle e chiese rurali
- Chiesa Madonna d'Arsieni
- Chiesa Santa Maria del Monte Vetere
- Chiesa di San Cristoforo
- Chiesa di San Cataldo
- Cappella di San Vincenzo
- Chiesa della Madonna del Rito
- Chiesa di San Nicola di Bari
- Chiesa di San Giovanni Battista

#### Architetture civili
- MAM Musei Aiello Moliterno
- MAM Museo del Paesaggio
- MAM Museo di Arte Contemporanea
- MAM Museo Michele Tedesco e dell'Ottocento Lucano
- MAM Biblioteca Lucana Angela Aiello
- MAM Museo della Ceramica
- MAM Museo del Novecento Lucano
- MAM Museo di Arte Moderna

## Società

### Evoluzione demografica
Abitanti censiti

## Cultura

### Cinema
Moliterno è stato scelto come scenario del film del 1999 Terra bruciata diretto da Fabio Segatori.

## Infrastrutture e trasporti

### Strade
- Strada Statale 653 Sinnica - uscita Castelsaraceno-Frusci-Moliterno
- Strada Statale 598 di Fondo Valle dell'Agri - uscita Viggiano-Grumento Nova-Sarconi-Moliterno
- Strada statale 103 di Val d'Agri
- Strada Provinciale 19 Moliternese

## Amministrazione
| Periodo           | Periodo           | Primo cittadino   | Partito                         | Carica  | Note |
| ----------------- | ----------------- | ----------------- | ------------------------------- | ------- | ---- |
| 5 aprile 2000     | 5 aprile 2005     | Angela Latorraca  | L'Unione                        | Sindaco |      |
| 5 aprile 2005     | 29 marzo 2010     | Angela Latorraca  | L'Unione                        | Sindaco |      |
| 29 marzo 2010     | 31 maggio 2015    | Giuseppe Tancredi | Lista civica Moliterno insieme  | Sindaco |      |
| 31 maggio 2015    | 21 settembre 2020 | Giuseppe Tancredi | Lista civica Moliterno insieme  | Sindaco |      |
| 21 settembre 2020 | in carica         | Antonio Rubino    | Lista civica Di nuovo Moliterno | Sindaco |      |

## Sport
La squadra principale è la Polisportiva Moliterno, fondata nel 1921, attualmente milita in Promozione Lucana.